# Kodo Nishimura
Kodo Nishimura (西村 宏堂, Nishimura Kōdō, né le 13 février 1989 à Tokyo) est un moine bouddhiste japonais et maquilleur artistique. Il est actif au Japon et aux États-Unis. Il est ouvertement gay, et défenseur des personnes LGBTQ.

## Première vie et éducation
Nishimura est né en 1989 et a grandi à Tokyo. Son père était un prêtre bouddhiste Jodo shu et Nishimura a été élevé dans son temple. Il a étudié l'ikebana pendant huit ans.
Après avoir regardé Princesse malgré elle au collège, Nishimura s'est intéressé à visiter les États-Unis.
Nishimura a brièvement lutté avec sa perception de sa propre beauté en tant qu'homme asiatique avant de découvrir le maquillage, qu'il n'utilisait pas au Japon en raison de la stigmatisation sociale. Après avoir obtenu son diplôme d'études secondaires, Nishimura a déménagé aux États-Unis et a étudié au Dean College, où il a posé des questions aux drag queens travaillant dans des magasins de maquillage sur ce qu'il fallait acheter. Il a ensuite acheté du maquillage et a appris à l'utiliser. Il est diplômé de la Parsons School of Design.

## Carrière
Nishimura a commencé à travailler comme maquilleur à l'âge de 22 ans. Il a obtenu un stage chez un maquilleur qui l'a ensuite embauché. Son travail a été présenté dans les magazines Nylon et Life & Style. Il maquille également les reines de beauté dans les concours de Miss Univers ,. De plus, Nishimura passe du temps à enseigner aux femmes transgenres comment se maquiller,.
Nishimura a révélé être gay lorsqu'il a participé à une séance photo pour Out in Japan,.
À son retour au Japon, Nishimura a commencé à se former en tant que prêtre. Au début, il hésitait à le faire en raison de sa carrière de maquilleur. Il pensait qu'être maquilleur pouvait ne pas être conforme aux croyances bouddhistes. Après avoir consulté un mentor, il s'est rendu compte qu'il pouvait être à la fois un prêtre bouddhiste et un maquilleur tant que son objectif était de répandre les croyances bouddhistes sur la vie dans le bonheur et l'harmonie avec les autres. Il a été pleinement ordonné en 2015 et sert dans le temple de son père.
Nishimura partage son temps à parts égales entre son travail de maquilleur et son travail de prêtre.
Il fait une apparition dans un épisode de Queer Eye dans la saison Queer Eye: We're In Japan!. Il apparaît également dans le premier épisode de la mini-série Les Voyages de Nicky de France Télévisions.

## Publication
- (ja) Seisei dōdō : Watashi ga suki na watashi de ikete iinda (正々堂々 私が好きな私で生きていいんだ?, « Juste et équitable : je peux vivre ma vie comme je l'entends »), 27 juillet 2020, Sunmark Publishing[13], traduit en anglais et publié en février 2022 sous le titre This Monk Wears Heels (« Ce moine porte des talons »).